# Грута
Грута (пол. Gruta, нім. Grutta) — село в Польщі, у гміні Грута Грудзьондзького повіту Куявсько-Поморського воєводства.
Населення — 1290 осіб (2011).
У 1975-1998 роках село належало до Торунського воєводства.

## Демографія
Демографічна структура станом на 31 березня 2011 року:
|          | Загалом | Допрацездатний вік | Працездатний вік | Постпрацездатний вік |
| -------- | ------- | ------------------ | ---------------- | -------------------- |
| Чоловіки | 640     | 136                | 446              | 58                   |
| Жінки    | 650     | 127                | 386              | 137                  |
| Разом    | 1290    | 263                | 832              | 195                  |